# Liste des accidents ferroviaires en France dans les années 1920
Pour des articles plus généraux, voir Liste des accidents ferroviaires en France et Liste des accidents ferroviaires en France au XXe siècle.
La liste des accidents ferroviaires en France dans les années 1920, est une liste chronologique.